# Okko szállója
Az Okko szállója (若おかみは小学生！; Vakaokami va sógakuszei!; Hepburn: Wakaokami wa shōgakusei!; angol címén Okko’s Inn) japán gyermekregény-sorozat, amelyet Reidzsó Hiroko írt és Aszami illusztrált. A regényt 20 kötetben adta ki a Kodansha 2003 és 2013 között az Aoi Tori Bunko márkája alatt. Egy mangafeldolgozás is megjelent Óucsi Eiko rajzolásában a Kodansha Nakajosi sódzso mangamagazinjában, a fejezetek hét tankóbon kötetbe gyűjtve is kiadásra kerültek. A DLE és a Madhouse gyártásában egy 24 részes animeadaptációt és egy anime filmet is bemutattak 2018-ban. Az animét Magyarországon a Viasat Film tűzte műsorára 2022-ben.

## Cselekmény
Miután elvesztette szüleit egy autóbalesetben, Szeki "Okko" Oriko a nagymamájához, Minekóhoz költözik a Tavaszváró (Hananoyu) Szállóba, egy rjokanba. A szálló örököseként Okkónak meg kell tanulnia a szállodavezetést, s kis ügyvezetőként segíti nagymamája munkáját. Okko nem sokkal érkezése után összebarátkozik egy fiú, Tacsiuri "Uribo" Makoto szellemével, Mineko késő gyerekkori barátjával, aki mások tudta nélkül segít Okkónak és lelket önt bele, ha letaglózná a kemény munka. Az iskolában Okko találkozik Akino Macukival, egy rózsaszín lolita divatot követő, önző lánnyal, akinek a családja vezeti a rangos Őszutó (Harunoya) Nagyszállót. Kezdetben nem jönnek ki jól egymással, de később sok segítséget kap Okko Macukitól. Okko egy másik szellemmel, Akino Mijóval is találkozik, aki Macuki nővére volt, de mivel csak Okko látja őt, vele marad a Tavaszváró (Hananoyu) Szállóban. Okko a néhai nagyapjától kapott csengő segítségével elengedi Szuzukit, egy kis csengettyűkoboldot, akiről kiderül, hogy ő vonzza a Tavaszváróba a különleges és problémás vendégeket.

## Szereplők
| Szereplő                                                              | Japán hang | Angol hang | Magyar hang |
| --------------------------------------------------------------------- | --- | --- | --- |
| Szeki "Okko" Oriko (関 織子; Hepburn: Seki Oriko)                     | Kobajasi Szeiran | Madigan Kacmar | Hegedűs Johanna |
| Tacsiuri "Uribo" Makoto (立売 誠; Hepburn: Tachiuri Makoto)           | Macuda Szacumi | KJ Aikens | Kelemen Noel |
| Akino Macuki (秋野 真月; Hepburn: Akino Matsuki)                      | Mizuki Nana | Carly Williams | Engel-Iván Lili |
| Szeki Mineko (関 峰子; Hepburn: Seki Mineko)                          | Aszagami Jóko (idős) Hanazava Kana (fiatal) | Glynis Ellis (idős) Fiona Fatuova (fiatal) | Zsolnai Júlia |
| Minoda "Kó" Kónoszuke (蓑田 康之介; Hepburn: Minoda Kōnosuke)         | Teraszoma Maszaki | Scott Williams | Bordás János |
| Tadzsima Ecuko (田島 エツ子; Hepburn: Tajima Etsuko)                  | Icsirjúszai Teijú | Noelle DePaula | Udvarias Anna |
| Akino Mijo (秋野 美陽; Hepburn: Akino Miyo)                           | Hidaka Rina | N/A | Bak Julianna |
| Csengettyűkobold / Szuzuki (鈴鬼; Hepburn: Suzuki)                    | Kozakura Ecuko | Colleen O’Shaughnessey | Kovács András Bátor |
| Glory Szuirjó (グローリー水領; Hepburn: Glory Suiryō / Gurōrī Suiryō) | Horan Csiaki | Brittany Cox | Bogdányi Titanilla |
| Tateuri "Uriken" Kengo (立売健吾)                                     | Kobajasi Jú | N/A | Tóth Márk |
| Fudzsivara Torako (藤原 虎子; Hepburn: Fujiwara Torako)               | Cuda Sóko | N/A | Pálos Zsuzsa |
| Szeki Sódzsi (関 正次; Hepburn: Seki Shōji), Okko édesapja            | Jakumaru Hirohide | James Weaver Clark | Baráth István |
| Szeki Szakiko (関 咲子; Hepburn: Seki Sakiko), Okko édesanyja         | Szuzuki Andzsu | Alyson Leigh Rosenfeld | Gulás Fanni |
| Mesélő                                                                | Noto Mamiko | N/A | Haffner Anikó |
| Stáblista és szövegek felolvasása                                     | –– | –– | Zahorán Adrienne |
| További magyar hangok                                                 | Bácskai János, Bérces Gabriella, Dobó Enikő, Dolmány-Bogdányi Korina, Gáll Dávid, Hám Bertalan, Hermann Lilla, Horváth Miklós, Kardos Eszter, Kerekes Máté, Kokas Piroska, Lamboni Anna, Ligeti Kovács Judit, Markovics Tamás, Németh Gábor, Orbán Gábor, Pálmai Szabolcs, Pap Katalin, Pásztor Tibor, Quintus Flóra, Rimóczi Dóra, Ruszkai Szonja, Seder Gábor, Sörös Miklós, Szabó Luca, Szakács Tibor, Tamási Nikolett, Varga Rókus | Bácskai János, Bérces Gabriella, Dobó Enikő, Dolmány-Bogdányi Korina, Gáll Dávid, Hám Bertalan, Hermann Lilla, Horváth Miklós, Kardos Eszter, Kerekes Máté, Kokas Piroska, Lamboni Anna, Ligeti Kovács Judit, Markovics Tamás, Németh Gábor, Orbán Gábor, Pálmai Szabolcs, Pap Katalin, Pásztor Tibor, Quintus Flóra, Rimóczi Dóra, Ruszkai Szonja, Seder Gábor, Sörös Miklós, Szabó Luca, Szakács Tibor, Tamási Nikolett, Varga Rókus | Bácskai János, Bérces Gabriella, Dobó Enikő, Dolmány-Bogdányi Korina, Gáll Dávid, Hám Bertalan, Hermann Lilla, Horváth Miklós, Kardos Eszter, Kerekes Máté, Kokas Piroska, Lamboni Anna, Ligeti Kovács Judit, Markovics Tamás, Németh Gábor, Orbán Gábor, Pálmai Szabolcs, Pap Katalin, Pásztor Tibor, Quintus Flóra, Rimóczi Dóra, Ruszkai Szonja, Seder Gábor, Sörös Miklós, Szabó Luca, Szakács Tibor, Tamási Nikolett, Varga Rókus |

## Médiamegjelenések

### Regénysorozat
A gyermekregény-sorozatot Reidzsó Hiroko írta és Aszami illusztrálta. A regényt 20 kötetben adta ki a Kodansha 2003 és 2013 között az Aoi Tori Bunko márkája alatt.

#### Kötetek
| #  | Kötet                                                  | Megjelenés dátuma   | Oldalszám | ISBN              |
| -- | ------------------------------------------------------ | ------------------- | --------- | ----------------- |
| 1  | Vakaokami va sógakuszei! Hananoju Onszen Story         | 2003. április 15.   | 220       | 978-4-06-148613-3 |
| 2  | Vakaokami va sógakuszei! Part 2 Hananoju Onszen Story  | 2003. november 15.  | 208       | 978-4-06-148631-7 |
| 3  | Vakaokami va sógakuszei! Part 3 Hananoju Onszen Story  | 2004. április 16.   | 208       | 978-4-06-148647-8 |
| 4  | Vakaokami va sógakuszei! Part 4 Hananoju Onszen Story  | 2004. október 16.   | 212       | 978-4-06-148664-5 |
| 5  | Vakaokami va sógakuszei! Part 5 Hananoju Onszen Story  | 2005. március 16.   | 230       | 978-4-06-148678-2 |
| 6  | Vakaokami va sógakuszei! Part 6 Hananoju Onszen Story  | 2005. augusztus 12. | 240       | 978-4-06-148694-2 |
| 7  | Vakaokami va sógakuszei! Part 7 Hananoju Onszen Story  | 2006. január 14.    | 240       | 978-4-06-148711-6 |
| 8  | Vakaokami va sógakuszei! Part 8 Hananoju Onszen Story  | 2006. július 15.    | 258       | 978-4-06-148735-2 |
| 9  | Vakaokami va sógakuszei! Part 9 Hananoju Onszen Story  | 2007. január 16.    | 224       | 978-4-06-148756-7 |
| 10 | Vakaokami va sógakuszei! Part 10 Hananoju Onszen Story | 2007. július 14.    | 232       | 978-4-06-148773-4 |
| 11 | Vakaokami va sógakuszei! Part 11 Hananoju Onszen Story | 2008. január 16.    | 224       | 978-4-06-285006-3 |
| 12 | Vakaokami va sógakuszei! Part 12 Hananoju Onszen Story | 2008. július 16.    | 244       | 978-4-06-285034-6 |
| 13 | Vakaokami va sógakuszei! Part 13 Hananoju Onszen Story | 2009. április 29.   | 236       | 978-4-06-285091-9 |
| 14 | Vakaokami va sógakuszei! Part 14 Hananoju Onszen Story | 2010. június 25.    | 226       | 978-4-06-285152-7 |
| 15 | Vakaokami va sógakuszei! Part 15 Hananoju Onszen Story | 2011. január 28.    | 208       | 978-4-06-285191-6 |
| 16 | Vakaokami va sógakuszei! Part 16 Hananoju Onszen Story | 2011. július 27.    | 232       | 978-4-06-285230-2 |
| 17 | Vakaokami va sógakuszei! Part 17 Hananoju Onszen Story | 2012. január 13.    | 244       | 978-4-06-285273-9 |
| 18 | Vakaokami va sógakuszei! Part 18 Hananoju Onszen Story | 2012. augusztus 10. | 210       | 978-4-06-285303-3 |
| 19 | Vakaokami va sógakuszei! Part 19 Hananoju Onszen Story | 2013. március 15.   | 224       | 978-4-06-285339-2 |
| 20 | Vakaokami va sógakuszei! Part 20 Hananoju Onszen Story | 2013. július 12.    | 322       | 978-4-06-285363-7 |

### Manga
A regénysorozat alapján egy mangafeldolgozás is megjelent Óucsi Eiko rajzolásában a Kodansha Nakajosi sódzso mangamagazinjában. A a fejezetek hét tankóbon kötetbe gyűjtve is kiadásra kerültek 2006 és 2012 között.

#### Kötetek
| # | Kötet                        | Megjelenés dátuma  | Oldalszám | ISBN              |
| - | ---------------------------- | ------------------ | --------- | ----------------- |
| 1 | Vakaokami va sógakuszei! (1) | 2006. október 3.   | 168       | 978-4-06-372209-3 |
| 2 | Vakaokami va sógakuszei! (2) | 2007. július 3.    | 168       | 978-4-06-372314-4 |
| 3 | Vakaokami va sógakuszei! (3) | 2008. január 18.   | 168       | 978-4-06-375438-4 |
| 4 | Vakaokami va sógakuszei! (4) | 2009. január 13.   | 168       | 978-4-06-375642-5 |
| 5 | Vakaokami va sógakuszei! (5) | 2009. november 26. | 168       | 978-4-06-375837-5 |
| 6 | Vakaokami va sógakuszei! (6) | 2010. október 6.   | 168       | 978-4-06-375971-6 |
| 7 | Vakaokami va sógakuszei! (7) | 2012. február 6.   | 168       | 978-4-06-376193-1 |

### Anime és animációs film
A DLE és a Madhouse gyártásában egy 24 részes − epizódonként 12 perces − animeadaptációt és egy anime filmet is bemutattak 2018-ban. Az animét Maszuhara Micujuki és Tani Azuma rendezte, Jokote Micsiko írta, zenéjét Hama Takesi szerezte, a szereplőtervezést Aszaki Akiko végezte. Japánban először 2018. április 8. és 2018. szeptember 23. között vetítették, a szigetországban számos csatorna műsorűra tűzte, mint a TV Tokyo, az TV Aichi, az AT-X, a Kids Station, a TV Hokkaido, a TV Osaka, a TV Setouchi és a TVQ Kyushu. Észak-Amerikában a TV Japan vetítette a japán ajkú közösségnek. A Japán Alapítvány terjesztésében világszerte megjelent. Magyarországon a Viasat Film tűzte műsorára magyar szinkronnal 2022. június 6. és 2022. július 13. között.
Az anime film bemutatója 2018. június 11-én volt az Annecy Nemzetközi Animációs Filmfesztiválon, majd szeptember 12-én Franciaországban és szeptember 21-én Japánban. Észak-Amerikában a GKIDS licencelte, az Egyesült Államokban 2019. április 22-én és 23-án mutatták be. DVD-n és Blu-rayen 2019. július 2-án jelent meg a Shout! Factory kiadásában.

#### Epizódok
| #   | Epizód címe | Első japán sugárzás  | Első magyar sugárzás |
| --- | --- | -------------------- | -------------------- |
| 1.  | Miért én leszek a kis ügyvezető? Nande vatasi ga vakaokami!? (なんでわたしが若おかみ!?; Hepburn: Nande watashi ga wakaokami!?)                                                                        | 2018. április 8.     | 2022. június 6.      |
| 2.  | A kis ügyvezető és a veszedelmes rózsaszín fodrok Pin furi csúi de vakaokami! (ピンふり注意で若おかみ！; Hepburn: Pin furi chūi de wakaokami!)                                                        | 2018. április 15.    | 2022. június 16.     |
| 3.  | A kis ügyvezető hibázik Sippai bakari de vakaokami! (失敗ばかりで若おかみ！; Hepburn: Shippai bakari de wakaokami!)                                                                                   | 2018. április 22.    | 2022. június 16.     |
| 4.  | A kis ügyvezető és a desszertverseny Kasi Contest ni vakaokami! (菓子コンテストに若おかみ！; Kasi konteszuto ni vakaokami!; Hepburn: Kashi Contest ni wakaokami! / Kashi kontesuto ni wakaokami!)     | 2018. április 29.    | 2022. június 16.     |
| 5.  | A kis ügyvezető interjúja Zassi no suzai de vakaokami! (雑誌の取材で若おかみ！; Hepburn: Zasshi no shuzai de wakaokami!)                                                                              | 2018. május 6.       | 2022. június 20.     |
| 6.  | A kis ügyvezető találkozik egy másik szellemmel Júrei micuketa! Vakaokami!! (ユーレイ見つけた！若おかみ！！; Hepburn: Yūrei mitsuketa! Wakaokami!!)                                                   | 2018. május 13.      | 2022. június 20.     |
| 7.  | A vendégek kis ügyvezetők lesznek Okjaku-szama mo vakaokami!? (お客様も若おかみ!?; Hepburn: Okyakusama mo wakaokami!?)                                                                                | 2018. május 20.      | 2022. június 20.     |
| 8.  | A kis ügyvezető és a jóképű vendég Ikemen da jo! Vakaokami (イケメンだよ！若おかみ; Hepburn: Ikemen da yo! Wakaokami)                                                                                 | 2018. május 27.      | 2022. június 21.     |
| 9.  | A kis ügyvezető küldetésbe kezd Szakuszen kaisi no vakaokami! (作戦開始の若おかみ！; Hepburn: Sakusen kaishi no wakaokami!)                                                                           | 2018. június 10.     | 2022. június 25.     |
| 10. | A kis ügyvezető riválisából a legjobb barátja lesz? Futari va sinjú!? Vakaokami (ふたりは親友!?若おかみ; Hepburn: Futari wa shinyū!? Wakaokami)                                                       | 2018. június 17.     | 2022. június 25.     |
| 11. | A kis ügyvezető és a titokzatos szerzetes Reikansi datte, vakaokami! (霊感師だって、若おかみ！; Hepburn: Reikanshi datte, wakaokami!)                                                                 | 2018. június 24.     | 2022. június 25.     |
| 12. | A kis ügyvezető elbúcsúzik a szellemektől Szajonara júrei!? Vakaokami (さよならユーレイ!?若おかみ; Hepburn: Sayonara yūrei!? Wakaokami)                                                               | 2018. július 1.      | 2022. június 25.     |
| 13. | A kis ügyvezető Tajvanra utazik Taivan rjokó e vakaokami! (台湾旅行へ若おかみ！; Hepburn: Taiwan ryokō e wakaokami!)                                                                                  | 2018. július 8.      | 2022. június 30.     |
| 14. | A kis ügyvezető felfedezi Tajvant Taivan rjokó de vakaokami! (台湾旅行で若おかみ！; Hepburn: Taiwan ryokō de wakaokami!)                                                                              | 2018. július 15.     | 2022. június 30.     |
| 15. | A kis ügyvezető és a kényes színésznő Vagamama dzsojú to vakaokami!! (わがまま女優と若おかみ！！; Hepburn: Wagamama joyū to wakaokami!!)                                                              | 2018. július 22.     | 2022. július 1.      |
| 16. | A kis ügyvezető és a valódi könnyek Namida no rijú to vakaokami! (涙の理由と若おかみ！; Hepburn: Namida no riyū to wakaokami!)                                                                        | 2018. július 29.     | 2022. július 1.      |
| 17. | A kis ügyvezető találkozik egy másik Uribóval Szokkuri! Bikkuri! Vakaokami (そっくり！びっくり！若おかみ; Hepburn: Sokkuri! Bikkuri! Wakaokami)                                                       | 2018. augusztus 5.   | 2022. július 1.      |
| 18. | A kis ügyvezető válságba kerül Maszaka no Slump!? Vakaokami! (まさかのスランプ!?若おかみ！; Maszaka no szuranpu!? Vakaokami!; Hepburn: Masaka no Slump!? Wakaokami! / Masaka no suranpu!? Wakaokami!) | 2018. augusztus 12.  | 2022. július 1.      |
| 19. | A kis ügyvezető szerelmes lesz? Koi no jokan!? Vakaokami! (恋の予感!?若おかみ！; Hepburn: Koi no yokan!? Wakaokami!)                                                                                  | 2018. augusztus 19.  | 2022. július 1.      |
| 20. | A kis ügyvezető és a valódi érzések Honto no kimocsi to vakaokami! (ホントの気持ちと若おかみ！; Hepburn: Honto no kimochi to wakaokami!)                                                              | 2018. augusztus 26.  | 2022. július 6.      |
| 21. | A kis ügyvezető és az elátkozott szálló Obake rjokan de vakaokami! (おばけ旅館で若おかみ！; Hepburn: Obake ryokan de wakaokami!)                                                                      | 2018. szeptember 2.  | 2022. július 8.      |
| 22. | A kis ügyvezető és a fukar tulajdonos Dokecsi súgjó de vakaokami! (どケチ修業で若おかみ！; Hepburn: Dokechi shūgyō de wakaokami!)                                                                     | 2018. szeptember 9.  | 2022. július 8.      |
| 23. | A kis ügyvezető nehéz helyzetben Zettaizecumei!! Vakaokami! (絶体絶命！！若おかみ！; Hepburn: Zettaizetsumei!! Wakaokami!)                                                                            | 2018. szeptember 16. | 2022. július 12.     |
| 24. | A kis ügyvezető bizonyít Jappari okko va vakaokami! (やっぱりおっこは若おかみ！; Hepburn: Yappari okko wa wakaokami!)                                                                                 | 2018. szeptember 23. | 2022. július 13.     |

## Fogadtatás
A regénysorozatból több mint 3 millió kötetet adtak el.
Az animefilm Kiválóság Díjban részesült a 22. Japan Media Arts Festivalon. A filmet jelölték Annie Awardra a „legjobb animációs film – független” kategóriában.